# Żurawie (ptaki)
Żurawie, żurawiowate, żurawie właściwe (Gruidae) – rodzina ptaków z rzędu żurawiowych (Gruiformes). Nazwą żurawie określa się też jedną z podrodzin tej rodziny (Gruinae).

## Zasięg występowania
Żurawie obejmują gatunki lądowe zamieszkujące Amerykę Północną, Eurazję, Afrykę oraz Australię i Nową Gwineę.

## Cechy charakterystyczne
Ptaki te charakteryzują się następującymi cechami:
- wysmukła sylwetka
- długie nogi
- duża część podudzia ponad stawem skokowym jest nieopierzona i ubarwiona na czarno lub czerwono
- duże skrzydła, doskonali lotnicy
- wydłużone i obwisłe lotki drugorzędowe zakrywają przy złożonych skrzydłach ogon
- na głowie niekiedy czub
- brak wyraźnego dymorfizmu płciowego
- długość ciała od 78 do 152 cm
- masa ciała od 2 do 8 kg; żurawie mandżurskie zimą ważą nawet do 12 kg[4]
- samce zazwyczaj większe od samic
- poza ptakami z rodzaju Balearica nigdy nie siadają na drzewie
- gniazdo na ziemi, w podmokłym terenie (jedynie ptaki z rodzaju Balearica budują je nieraz na drzewie)
- wyprowadzają jeden lęg w roku
- w zniesieniu 1 do 3 jaj
- wędrowne, nieliczne populacje osiadłe
- stado leci w charakterystycznym kluczu w kształcie litery V.

## Systematyka
Do rodziny Gruidae należą następujące podrodziny:
- Balearicinae W.K. Parker, 1878 – koronniki
- Gruinae Vigors, 1825 – żurawie